# Arnošt Mikš
Arnošt Mikš (27. července 1913, Janov u Rakovníka – 30. dubna 1942, les u velkostatku Požáry na katastru obce Městečko u Křivoklátu) byl československý voják a příslušník výsadku Zinc.

## Mládí
Narodil se 27. července 1913 v Janově u Rakovníka. Otec Antonín byl kovář a malorolník, matka Agháta, rozená Polívková pracovala na rodinném hospodářství. Měl tři mladší sourozence.
Absolvoval obecnou školu v Janově a 3 roky měšťanské školy v Kounově. Vyučil se zedníkem a pracoval na stavbách v okolí, zároveň absolvoval tři ročníky živnostenské školy. Byl členem Sokola, kde vykonával funkci hospodáře. Krátce pracoval v kaolínových dolech.
Základní vojenskou službu nastoupil u 38. pěšího pluku v Berouně. Zde se spřátelil s Vladimírem Hauptvoglem. Absolvoval poddůstojnickou školu a postupně dosáhl hodnosti četaře. 14. října 1938 odešel do zálohy a živil se opět jako zedník.

## V exilu
Po okupaci odešel 25. listopadu 1939 do exilu s V. Hauptvoglem. Cestovali přes Slovensko, Maďarsko, Jugoslávii a Turecko do Francie. Na začátku roku 1940 byl v Agde prezentován do československé zahraniční armády. Jako velitel minometného družstva se účastnil bojů o Francii. Po pádu Francie byl 13. července 1940 evakuován do Anglie, kde se připojil k jednotkám čsl. armády v Anglii. 28. října 1940 byl povýšen na rotného.
Počátkem roku 1941 byl vybrán do výcviku pro plnění zvláštních úkolů. Od 15. srpna 1941 do 26. března 1942 absolvoval základní sabotážní kurz, parakurz a kurz průmyslové sabotáže. Po povýšení na rotmistra absolvoval kurz střelby a kurz, ve kterém se seznamoval s poměry v protektorátu. Během tohoto kurzu byl zařazen do výsadku Zinc.

## Nasazení
Společně s ostatními byl 28. března 1942 vysazen omylem na Slovensku u obce Gbely. Skupina byla rozpuštěna. Přesunul se do Čech a s pomocí bratra Františka získal nové doklady. Poté odešel do Prahy a společně s pomocníkem Josefem Kusým se 30. dubna 1942 pokusili vyzvednout ukrytý operační materiál skupin Bioscop a Bivouac u obce Požáry na Křivoklátsku. Prostor byl ale střežen četnictvem. Při následné přestřelce zastřelil strážmistra Františka Ometáka a těžce zranil četnického praporčíka Václava Komínka. Sám raněný spáchal na místě sebevraždu. V odvetě byli Němci na kobyliské střelnici 31. května 1942 popraveni dva jeho mladší bratři František Mikš (četnický strážmistr v Táboře), Antonín Mikš (úředník v Praze) a pomocník Josef Kusý.

## Připomínka
- Arnošt Mikš má od 1. května 1946 na místě přestřelky pomníček, který mu věnovala obec Baráčníků v Městečku.[2] Na pomníku je nápis: ZDE BYL ZASTŘELEN PARAŠUTISTA A PORUČÍK ČSL. ZAHRANIČNÍ ARMÁDY / ARNOŠT MIKŠ / nar. 27. VII. 1913 v Janově čís. 21 okr. Rakovník / zastřelen 30. IV. 1942 / Na paměť věnuje obec Baráčníků v Městečku / 1. V. 1946.[3]

- Jména jeho bratrů (František Mikš, 27 a Antonín Mikš, 23) a pomocníka Kusého (Josef Kusý, 33) jsou uvedena na pamětní desce popravených na Kobyliské střelnici.[4]
- Na rodném domě bratrů Mikšů v Janově, dům čp. 21 (cca 50 m od Obecního úřadu) je umístěna pamětní deska se jmény Arnošt, František a Antonín Mikš.[5]
- Na hřbitově obce Janov na rodinném hrobu rodiny Mikšovy se nachází fota bratrů Mikšových.[6]
- Jména obou bratrů (ARNOŠT MIKŠ 1942, FRANT. MIKŠ 1942, ANTONÍN MIKŠ 1942) jsou uvedena na pomníku Obětem 1. a 2. světové války, který se nachází na návsi v Janově před Obecním úřadem.[7]

## Vyznamenání
- 1940 –  Československá medaile Za chrabrost před nepřítelem
- 1944 –  Pamětní medaile československé armády v zahraničí se štítky Francie a Velká Británie
- 1945 –  Československý válečný kříž 1939

## Galerie

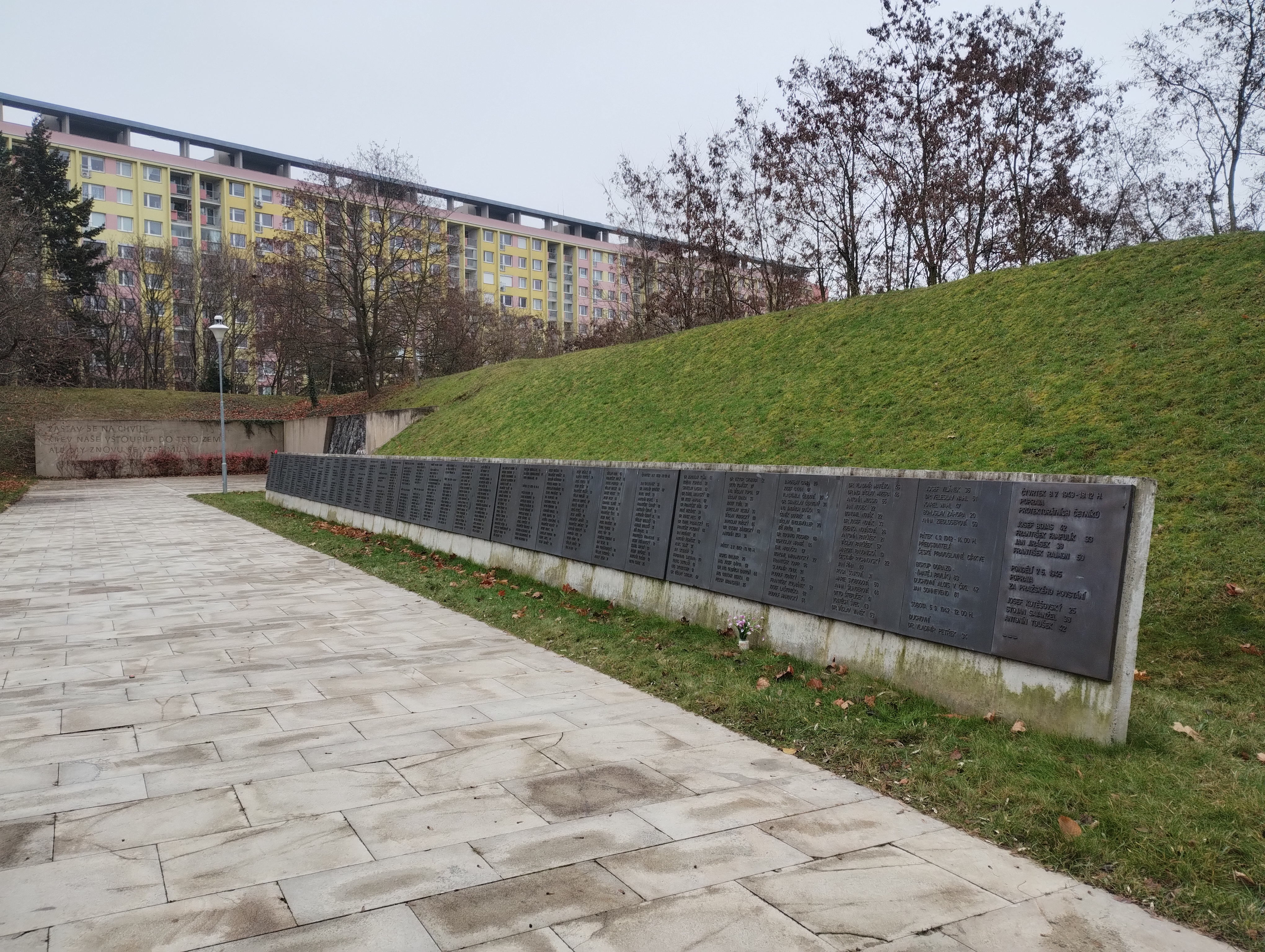
Pamětní desky se jmény popravených na Kobyliské střelnici
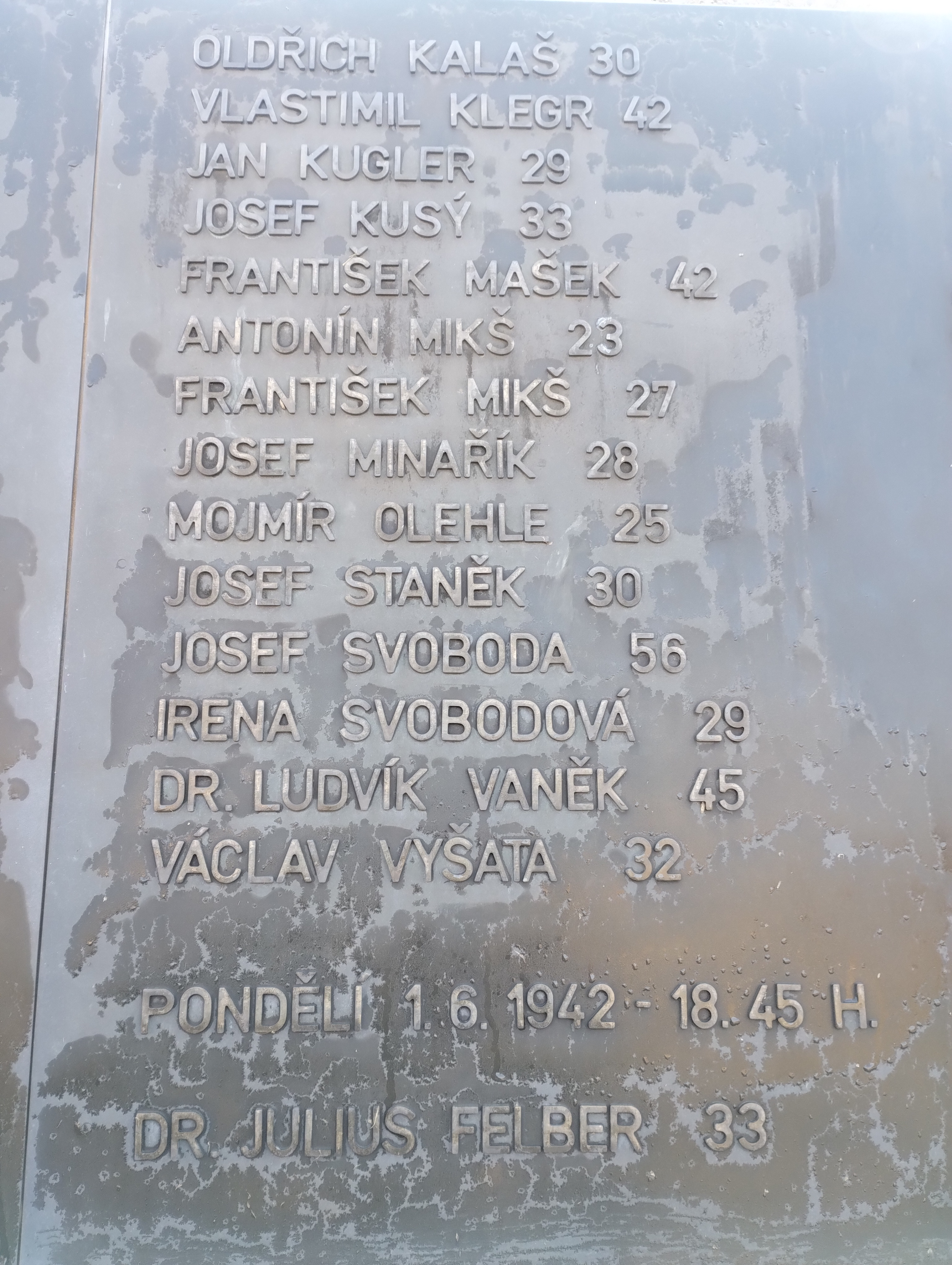
Detail desky se jmény bratrů Mikšových a odbojáře J. Kusého, Kobyliská střelnice
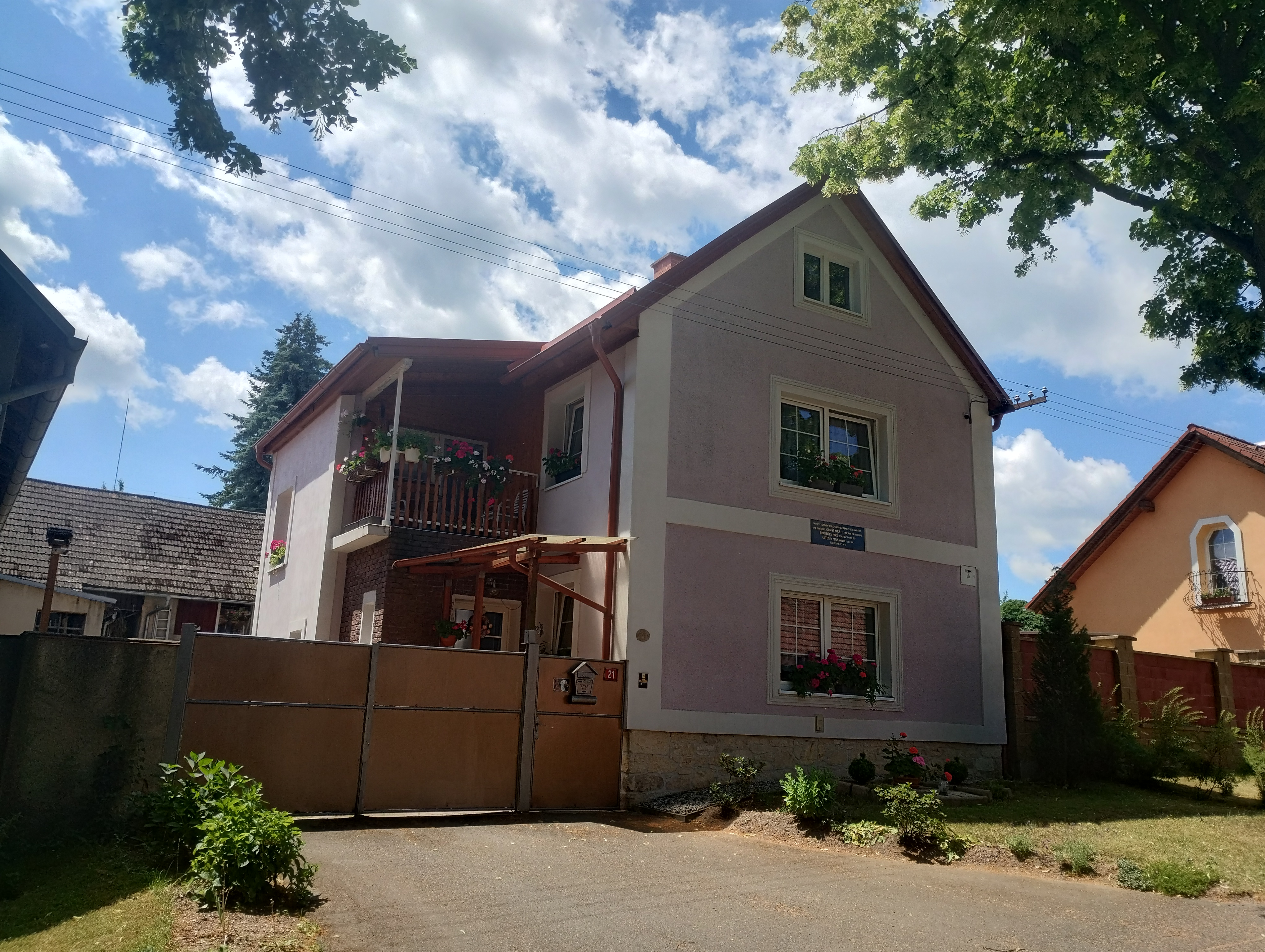
Rodný dům Arnošta Mikše s pamětní deskou, Janov čp. 21
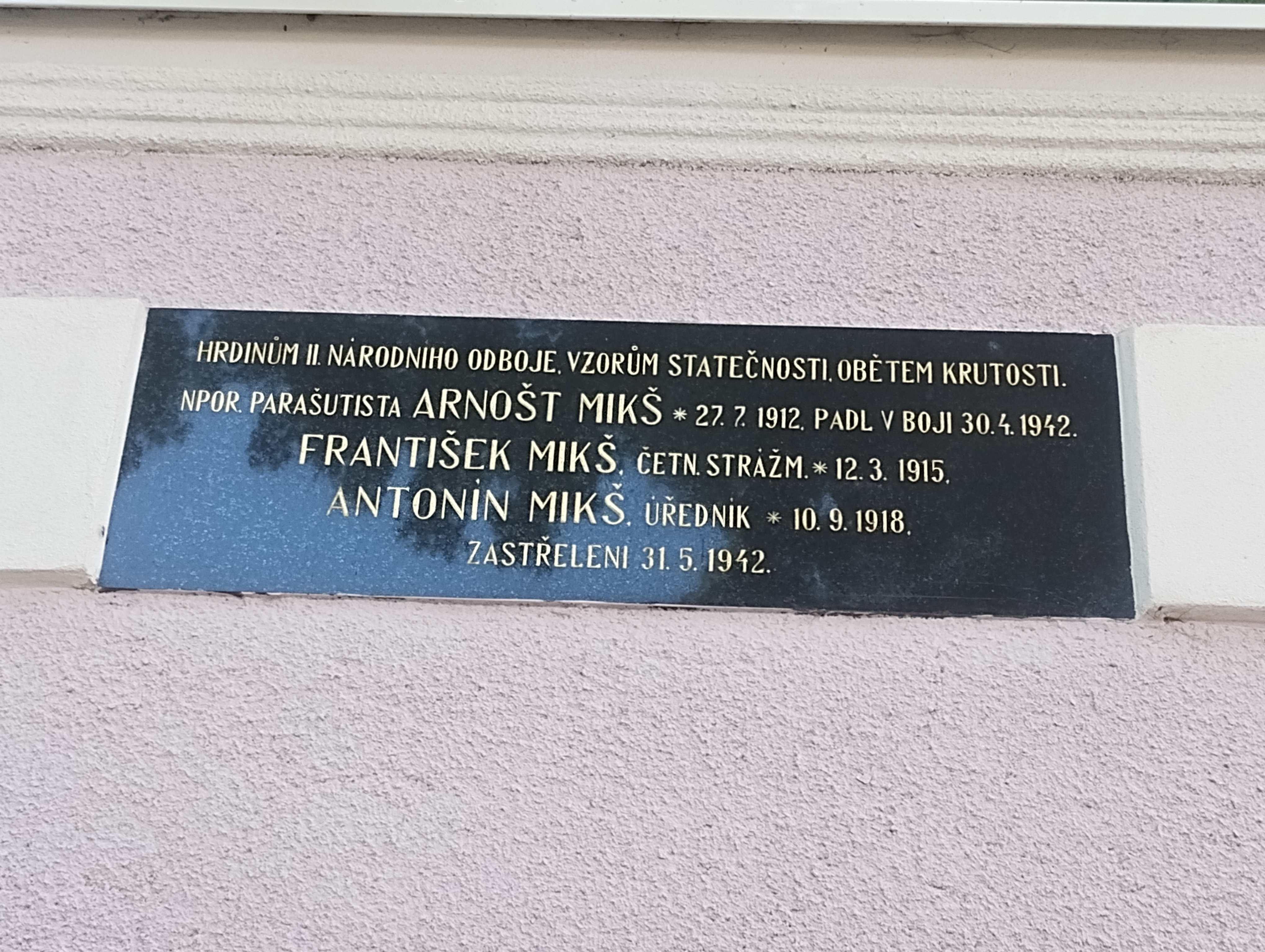
Pamětní deska na rodném domě Arnošta Mikše, Janov čp. 21
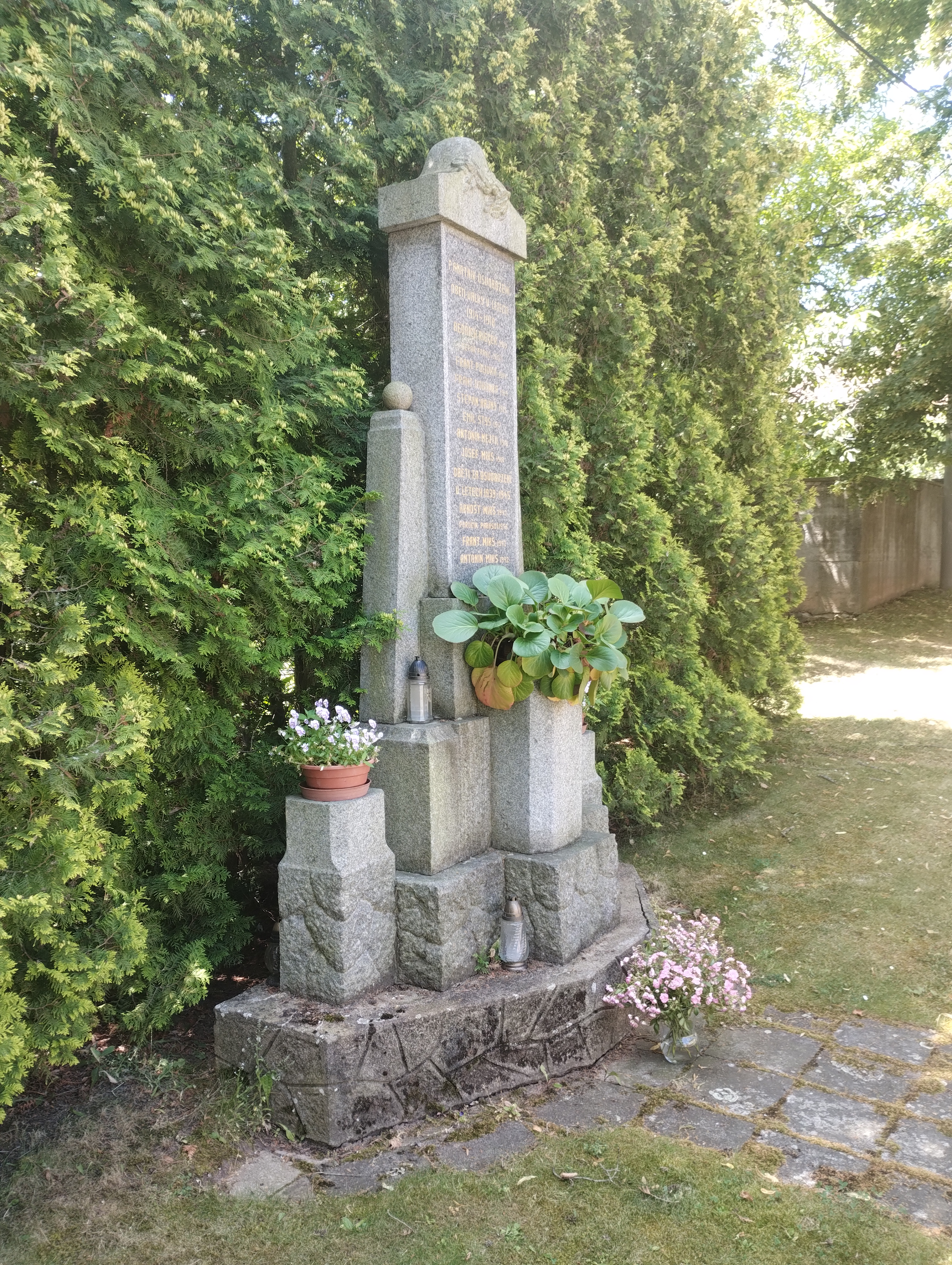
Pomník obětem 1. a 2. světové války v Janově
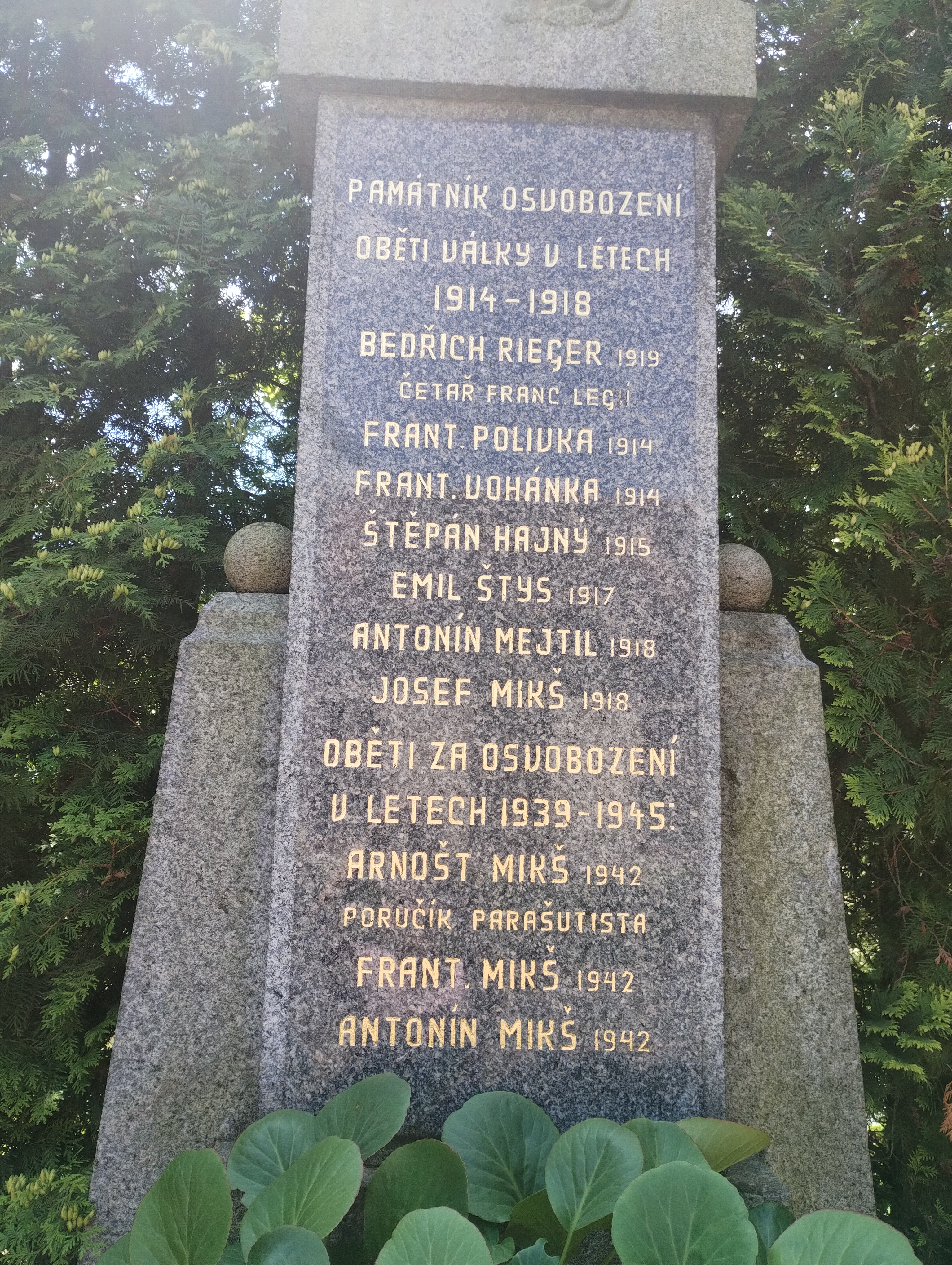
Detail pomníku v Janově
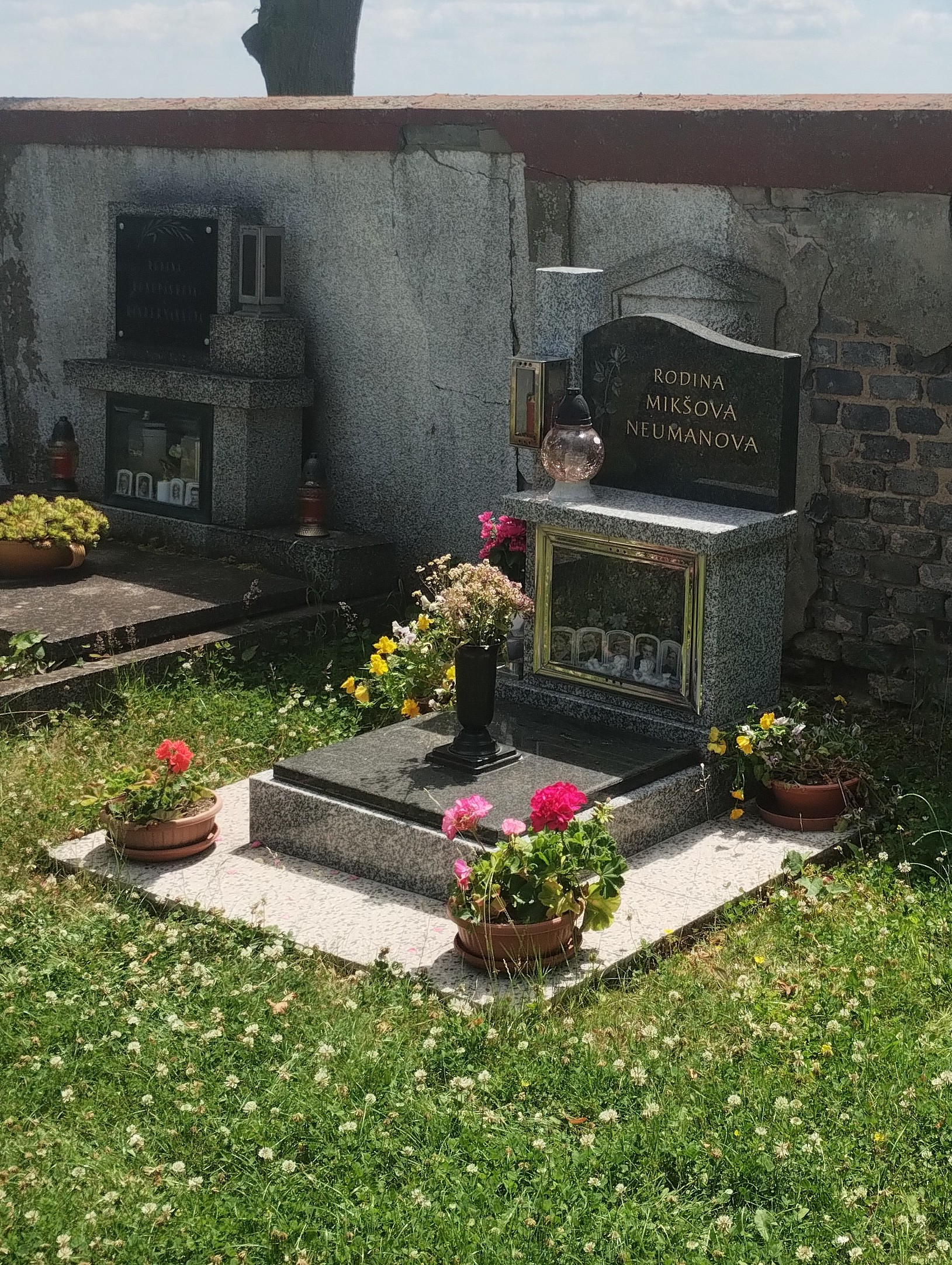
Hrob rodiny Mikšovy na hřbitově v Janově
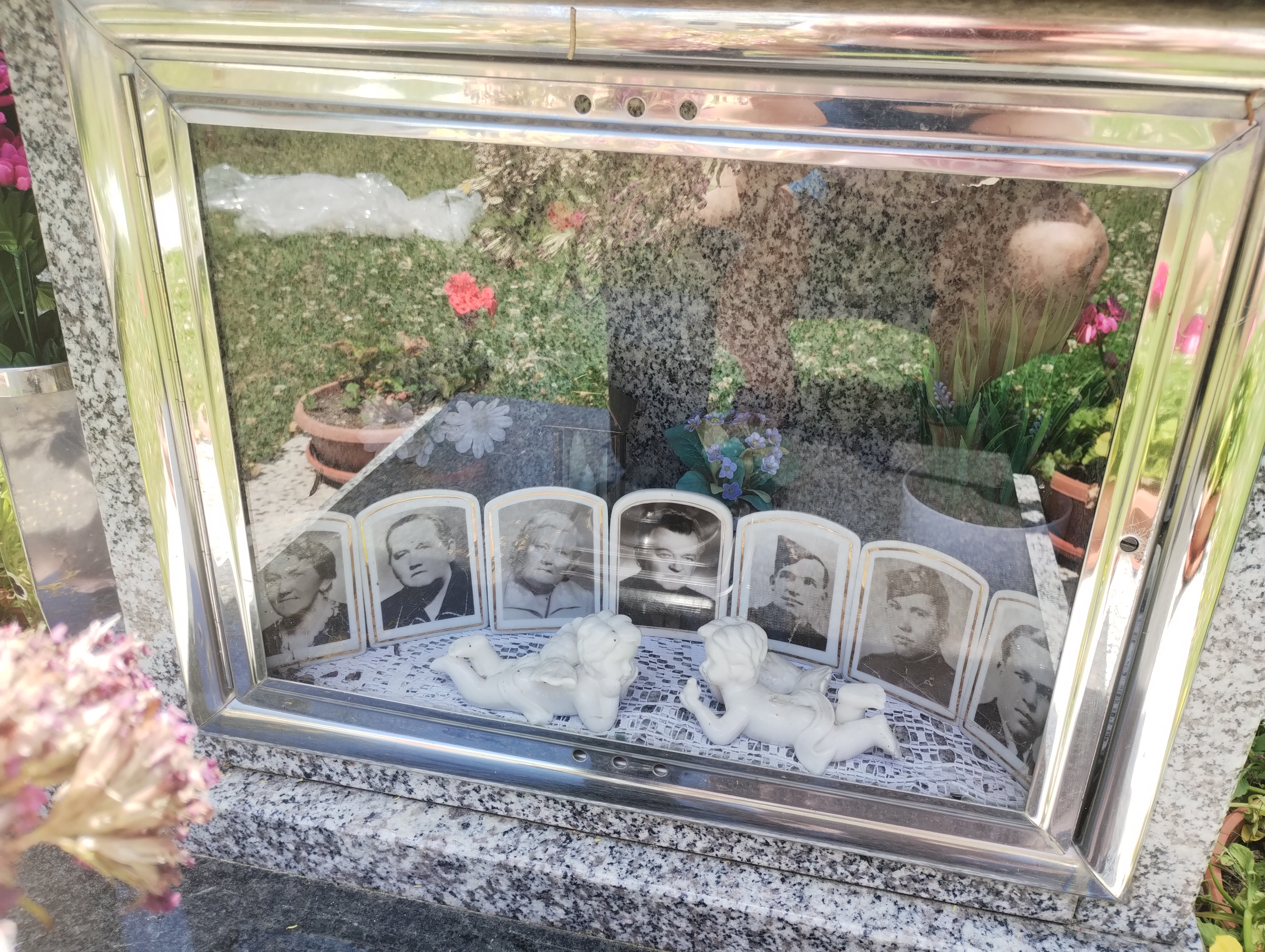
Kenotaf s fotkami bratrů Mikšových na rodinném hrobě